# پیرکوئینوزول
پیرکوئینوزول (انگلیسی: Pirquinozol) (SQ-13،847) دارویی است که در اوایل دهه ۱۹۸۰ میلادی به عنوان یک ماده ضد حساسیت و ضد آسم مورد بررسی قرار گرفت اما هرگز به بازار عرضه نشد. این دارو به طور قابل توجهی پیرکینوزول آنتی‌هیستامین نیست، اگرچه مانع ترشح هیستامین برانگیخته شده توسط آلرژن‌ها می‌شود و به گیرنده‌های β-آدرنرژیک نیز متصل نمی‌شود.